# رود عمیق (فیلم)
رود عمیق (به ژاپنی: 深い河, Fukai kawa)، فیلمی ژاپنی محصول سال ۱۹۹۵ به کارگردانی کی کومای است. این بر اساس رمانی به همین نام رود عمیق (رمان) اثر اندو شوساکو است. نسخه فیلم به عنوان فیلم ارسالی رسمی ژاپن به شصت و هشتمین دوره جوایز اسکار برای جایزه اسکار بهترین فیلم بین‌المللی انتخاب شد، اما موفق به دریافت نامزدی نشد. همچنین آخرین حضور توشیرو میفونه بازیگر افسانه‌ای ژاپنی قبل از مرگش در سال ۱۹۹۷ بود.
این فیلم هنوز در رسانه خانگی NTSC منتشر نشده‌است، و حتی یک نسخه با ترجمه انگلیسی وجود ندارد.